# 初恋1/1
《初恋1/1》是tone work's在2012年6月29日销售的恋爱冒险類型成人遊戲。本作也是Visual Art's20周年的作品。

## 登場人物

### 主要角色
片桐祐马
本作男主角。无论从哪看都是非常普通的少年。特点是管闲事和招来麻烦的工作。总是感觉学校中有什么地方令自己不满意。观看选举演讲时对碧产生了兴趣，于是每次活动时都非常享受碧的演讲。碧在困惑食堂改善委员会即将解散时，主人公和副会长怄气，就有点小冲动地做学食向上委员会的候补人，声称要重振委员会。是有点固执、按照套路贯彻行事的好青年，看起来很有用，但实际上有很大差距。大部分人对他的评价就是天然的迟钝。
真加边碧（声：一色ヒカル）
身高：162cm，體重：55kg，三围：90/57/86。
星冈学园的学生会会长。品行方正、没有缺点的如画一般的优等生。温柔而又不乏威严的形象，令许多学生投来艳羡的眼光。家教极严，禁止她打工、带手机、谈恋爱。享受学习和学生会中的活动，却觉得真正的校园生活中还是少了点乐趣。
森野雪乃（声：小倉結衣）
身高：158cm，體重：51kg，三围：83/56/83。
非常喜欢少女漫画的青梅竹马。身负独特的温柔气场，让周围的人也感到舒心，能十分准确地把握住气氛的僵硬。她的温柔心在男生中大受欢迎。
藤川瑠奈（声：桃井いちご）
身高：149cm，體重：45kg，三围：82/52/81。
与祐马和雪乃一起的青梅竹马。对祐马抱有微妙的感情。策划尝试喜欢上变得大人的自己，却因为小孩子的性格而觉得使不上力气。为此每日研究“女子力”，甚至从其他女孩身上获取了研究成果。
月岛叶（声：夏野冰）
身高：161cm，體重：53kg，三围：86/57/84。
祐马的新同学。有着不假思索即做事的明朗欢快的性格。经常把祐马当玩具玩。平时则是很会照顾人的大姐姐一样的人物。家里在开披萨店，把披萨当成笨蛋瞬间切碎。
鸨崎摩耶（声：真中海）
身高：165cm，體重：49kg，三围：87/54/85。
与祐马同班的冰山美人。即使是自己也同样认为自己性格不真实，被同年级的学生孤立，却一点也不在意。小时候以天才儿童演员“岬摩耶”的名字出名，现在已从演艺界隐退。坚决不愿意提及那时候的事情，即使是以兴趣为理由的事情也不允许询问。

### 其他角色
杉山馨（声：いちごみるく）
祐马的朋友，是网球社的成员。运动员一般的热血男儿。经常过度热情（多数都是性的方面）而被祐马和光邦视为变态。情绪易高涨，同时声音会变得很大。会无条件喜欢任何一个成为他邻座的女生。
袴田光邦（声：永倉仁八）
祐马的朋友，将棋社成员。能酝酿出特别的气氛。爱好是当街调戏（成功率很低）。自称「天才军师」，凭借冷门知识帮助祐马。将棋的水平并不比一般人强，在社团内被击败了100次以上。
吉泽爱里（声：平野響子）
祐马所在班级的班主任。表面上成熟稳重但本性却是运动型的。
岸圣哉（声：吉野一平）
学生会副会长。虽然性格真实，却为人虚伪，表面殷勤，实则藐视他人。与祐马等人格格不入，经常陷入紧张的气氛。
南雲希世子
學校食堂的營養師。體型纖細，反而讓人擔心她的營養狀況。無論丈夫要求什麼料理，她都會準備，導致丈夫胖了40公斤，使她非常執著份量及營養，也是學校食堂的料理分量不足的原因。

## 工作人员
- 策划：丘野塔也
- 原画：唯々月たすく、恋泉天音、秋野すばる
- 剧本：丘野塔也、魁、今科理央
- SD原画：柚木ガオ
- 音乐：井内舞子、MANYO、水月陵、どんまる、しょうゆ

## 主题歌
主题歌　
作詞 - 丘野塔也 / 作・編曲 - 中山真斗（Elements Garden） / 歌 - KOTOKO
真加边碧 角色歌　
作詞 - 丘野塔也 / 作・編曲 - MANYO / 歌 - 中恵光城
森野雪乃 角色歌　
作詞 - 魁 / 作・編曲 - 水月陵 / 歌 - 茶太
藤川瑠奈 角色歌　
作詞 - 白矢たつき / 作・編曲 - 竹下智博 / 歌 - nao
月島叶 角色歌　
作詞 - 魁 / 作曲 - milktub / 編曲 - 宮崎京一 / 歌 - AiRI
鸨崎摩耶 角色歌　
作詞 - 丘野塔也 / 作・編曲 - 黒川陽介 / 歌 - 彩音
插入歌　
作詞 - 丘野塔也 / 作・編曲 - どんまる / 歌 - 霜月はるか
藤川瑠奈 ED　
作詞 - 白矢たつき / 作・編曲 - 竹下智博 / 歌 - kicco
鸨崎摩耶 ED　
作詞 - 丘野塔也 / 作・編曲 - Meeon / 歌 - 山本美禰子
ED　
作詞 - 魁 / 作・編曲 - 井内舞子 / 歌 - 川田まみ

## 音乐CD
初恋1/1 Vocal Collection
于2012年7月27日發售。收录全10曲。商品号码为TWCD-0003。封面插画为。